# Madina Demba Forest Park
Der Madina Demba Forest Park ist ein Waldgebiet im westafrikanischen Staat Gambia.

## Topographie
Das ungefähr 6,7 mal 4,5 Kilometer große Gebiet der Baumsavanne und liegt in der Central River Region, im Distrikt Fulladu West. Es liegt südlich der South Bank Road, Gambias wichtigster Fernstraße, auf dem Streckenabschnitt zwischen den Orten Janjanbureh und Bansang. Der 2373 Hektar große Madina Demba Forest Park liegt ungefähr zehn Kilometer nach Janjanbureh und acht Kilometer vor Bansang.
In der Trockenzeit ist der Baumbestand regelmäßig von Buschfeuer bedroht.
Im Park gibt es eine große Zahl an Warzenschweinen (Phacochoerus africanus), welche jedoch sehr scheu sind.

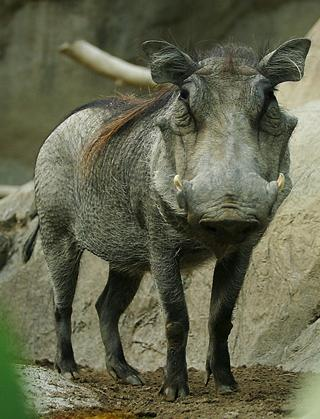
Warzenschwein (Phacochoerus africanus)